# Музыка Кашмира
Музыка Джамму и Кашмира (дев. जम्मू और कश्मीर के संगीत, перс. جموں اور کشمیر کے سنگیت‎) — подразумевает богатое культурное наследие Джамму и Кашмира в музыкальной области. Музыка Кашмира сочетала в себе влияния из культур Центральной, Восточной и Южной Азии.

## Чакри
Чакри — популярная народная музыка Джамму и Кашмира. Чакри играют на фисгармонии, рабабе, sarangi. Под чакри рассказывают сказки или любовные истории «Юсуф-Зулайкха», «Лайла-Маджнун» и т. д.. Исполнение чакри заканчивается убыстряющимеся мелодиями и танцем Руф

### Знаменитые исполнители чакри
- Гулам Хассан Софи
- Абдур Рашид Хафиз
- Гулам Наби Шейх
- Гулам Мохаммед Дар

## Руф или Ванвун
Руф — популярный народный танец. Главным образом танцуется девушками на свадьбах и других праздниках. Руф — это одновременно и танец и песня, возможно и без музыкального сопровождения. Девушки становятся в два-три ряда по 5-6 девушек в каждом. Под музыку девушки начинают синхронно делать шаг вперёд и снова отступать назад. Если танцуют на свадьбе, то руф называют ванвун.

## Ладишах
Ладишах — это саркастическая песня и важная часть музыкальной культуры Кашмира. Это песни на общественно-политические темы или совершенно юмористического характера. В сезон сбора урожая, певцы ходят от деревни в деревне. Песни сочиняют на месте и темой становятся надежды и опасения жителей этой деревни. Мастерство певца в том, чтобы в весёлой манере передать слушателям правду о их жизни, порой метафоры певца не легко понять.

## Суфьян Калам
Суфии Калам — классическая музыка Кашмира, используются собственные рага (известны как макам), исполняют на 100-струнном инструменте Сантуре, сазе, васуле, табле и ситаре. Суфийские мистики принесли Суфьян Калам в Кашмир из Ирана в 15 веке. Хафиз Нагма — танец исполняемый под эту музыку.

## Классика
Классическая музыка в Кашмире развивалась под индийским влиянием, использовались такие инструменты, как ситар. Сарангадева написавший Сангит Ратнакара, был кашмирцем. Музыка и музыкальные инструменты упоминаются в таких древних текстах как Нилматапурана и Раджатарангини Калханы. Тот факт, что кашмирец Абхинавагупта написал комментарии Абхиванабхарати на работу Бхараты Натъяшатра, показывает, что музыка была крайне важным аспектом индийской жизни. Самый популярный народный инструмент — сантур (Шат-тантри-веена), со 100 струнами, на этом инструменте играла богиня Сарадха (это кашмирское имя Сарасвати).

## Ладакх
На ладакхских свадьбах часто присутствуют сказитель-певец исполняющий эпические поэмы в национальном костюме. В Ладакхе существует много видов танцев, например: кхаток-ченмо (исполняется только, если среди зрителей присутствуем местный аристократ), компа-цумцак (таней 3 последовательных шагов), джабро (шаговый танец из Западного Ладакха), чамас (священный танец лам), чабс-скьянцес (танец с чашей), ралдицес (танец мечника) и аллей-ято (занскарский танец и песня) и другие.